# Franc Šuštar

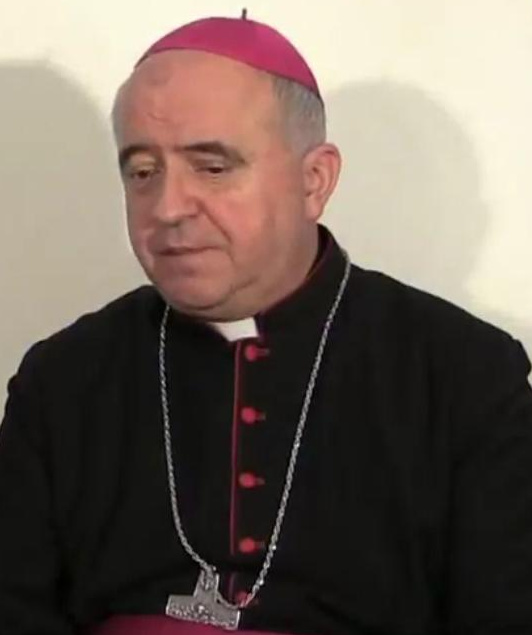
Franc Šuštar

Wappen von Franc Šuštar

Franc Šuštar (* 27. April 1959 in Ljubljana, Slowenien) ist Weihbischof in Ljubljana.

## Leben
Franc Šuštar empfing am 29. Juni 1985 das Sakrament der Priesterweihe für das Erzbistum Ljubljana. Papst Johannes Paul II. verlieh ihm 1995 den Titel Ehrenkaplan Seiner Heiligkeit. Von 1991 bis 1997 war er Rektor des Priesterseminars von Ljubljana. Dieses Amt bekleidete Šuštar von 2007 bis zu seiner Bischofsernennung im Februar 2015 erneut.
Am 7. Februar 2015 ernannte ihn Papst Franziskus zum Titularbischof von Ressiana und bestellte ihn zum Weihbischof in Ljubljana. Die Bischofsweihe spendete ihm am 15. März desselben Jahres Stane Zore, Erzbischof von Ljubljana. Mitkonsekratoren waren Juliusz Janusz, Apostolischer Nuntius in Slowenien, und Andrej Glavan, Bischof von Novo mesto.